# 엔카닷컴
엔카닷컴(Encar.com)은 대한민국의 온라인 중고차 매매 사이트를 운영하는 기업이다.
2014년 SK㈜의 온라인 중고차 사업부가 별도의 법인인 SK엔카닷컴으로 분할·신설되었고 2018년 최대주주가 SK㈜에서 호주 Carsales Holdings로 변경되면서 엔카닷컴으로 간판을 바꿨다.
 미래에셋증권을 주관사로 상장을 준비중이다.

## 같이 보기
- 쏘카
- 케이카

## 참고문헌
1. ↑  윤경현, 23년 韓 중고차 견인···‘엔카’ 뉴 플랫폼 시대 연다, 산업경제, 2023.12.08
2. ↑  강철, 상장 닻올린 엔카닷컴, 시가총액 얼마 원할까, 더벨, 2023-03-16